# Église Saint-Crépin de Château-Thierry
 (juin 2017).
L'église Saint-Crépin est une église située à Château-Thierry, dans le département de l'Aisne. Mentionnée dès le XIIe siècle, elle est totalement reconstruite à la fin du XVe siècle ou au début du XVIe siècle, à la suite des dégâts de la Guerre de Cent Ans. C'est une église-halle d'un style gothique tardif mais sobre, dont la façade est flanquée d'un imposant clocher. Elle est classée monument historique depuis 1957.
Initialement, l'église Saint-Crépin est l'église paroissiale des faubourgs de Château-Thierry, la ville intra-muros étant desservie par l'église Notre-Dame-du-Château et les hameaux environnants par l'église Saint-Martin. Après la Révolution, les paroisses Saint-Martin et Notre-Dame-du-Château sont supprimées et leurs églises détruites. L'église Saint-Crépin devient alors l'église paroissiale de toute la ville.

## Histoire
La première mention de l'église Saint-Crépin apparaît dans une bulle papale de 1155 confirmant les biens de l'abbaye Saint-Pierre de Chézy.
L’église Saint-Crépin a été reconstruite entre 1487 et 1520. Elle conserve au niveau du chœur des éléments remontant probablement au XIIIe siècle. Les analyses architecturales permettent d'envisager que l'église endommagée en 1421, pendant la Guerre de Cent Ans était moitié moins grande que l'édifice reconstruit. Elle était dénommée Saint-Crépin « hors les murs ». Depuis le XIIe siècle, la paroisse qui dépend de cette église couvre le quartier Saint-Crépin et l'ensemble du bourg sous enceinte, moins le château qui dépend de l'église Notre-Dame du château. Au Moyen Âge, elle est desservie par des moines de l'abbaye Saint-Pierre de Chézy-sur-Marne, qui possèdent tout le quartier.

### Période révolutionnaire
Le curé de l'église Saint-Crépin, Jean-François Thirial, qui est aussi député du clergé à l'Assemblée constituante, refuse de prêter serment à la Constitution civile du clergé. Il se retire alors à Versailles où il exerce la médecine. Baillot, le curé de Nogentel, est élu pour le remplacer à la cure de Saint-Crépin.
Par un arrêté du directoire du département datant du 12 avril 1791 (confirmé par une loi du 4 mai 1791), les trois paroisses de la ville sont réunies en une seule paroisse desservie par l'église Saint-Crépin. L'église Saint-Martin est conservée comme chapelle ; un vicaire y célèbre la messe les dimanches et les jours de fête. L'église du Château est officiellement fermée le 1er août 1791 et les reliques qu'elle abritait sont transférées à l'église Saint-Crépin.
Le 4 novembre 1793, l'église est vandalisée par un groupe d'habitants.

## Architecture et décor extérieur
À l'extérieur se situent le portail principal avec sa porte sculptée de l'époque Louis XIII et le portail secondaire au midi.

## Mobilier et décor intérieur
À l'intérieur, le buffet d'orgue du XVe siècle a été remanié, mais on peut observer la balustrade du XVIe siècle, ornée de 19 statuettes occupant des niches avec des coquilles et représentant des femmes : les unes sont des vertus, les autres des sibylles païennes, car celles-ci ont été admises dans l'art sacré de la Renaissance, parce que les théologiens affirmaient qu'elles avaient annoncé un messie. On trouve des sibylles à Rome parmi les fresques du Vatican, à la chapelle Sixtine (sur la voûte peinte par Michel-Ange) et dans quelques rares églises ; c'est dire que la balustrade du buffet d'orgue de Saint Crépin présente un intérêt particulier aux yeux de ceux qui étudient l'art religieux sous toutes formes. Les principales sibylles sont les suivantes :
- côté fonts baptismaux : la sibylle de Samos portant une crèche sur son bras, celle d'Érythrée tenant à la main une rose, la sibylle Persique portant une lanterne, celle de Phrygie avec la colonne de la flagellation ;
- sur le devant de la tribune, la sibylle Caroga montrant une couronne d'épines. On retrouve les mêmes sibylles avec les mêmes attributs à la cathédrale de Beauvais.

Outre les sibylles, on peut remarquer : la Foi avec une croix ; la Force portant une colonne brisée ; la Justice avec une épée et une balance ; une femme tenant une bourse, sans doute la Charité ; une autre femme avec une horloge personnifiant la Tempérance.

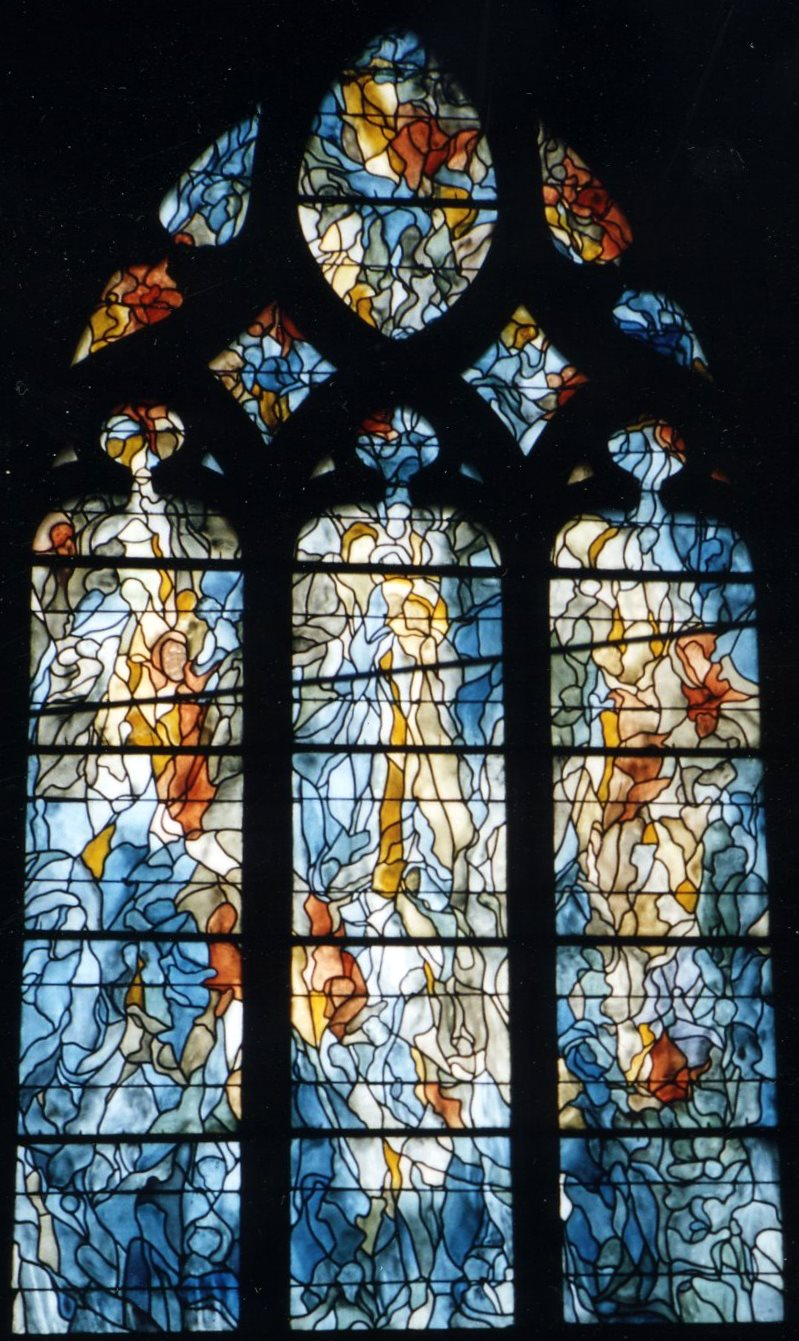
Vitrail face sud, œuvre de Michel Gigon.
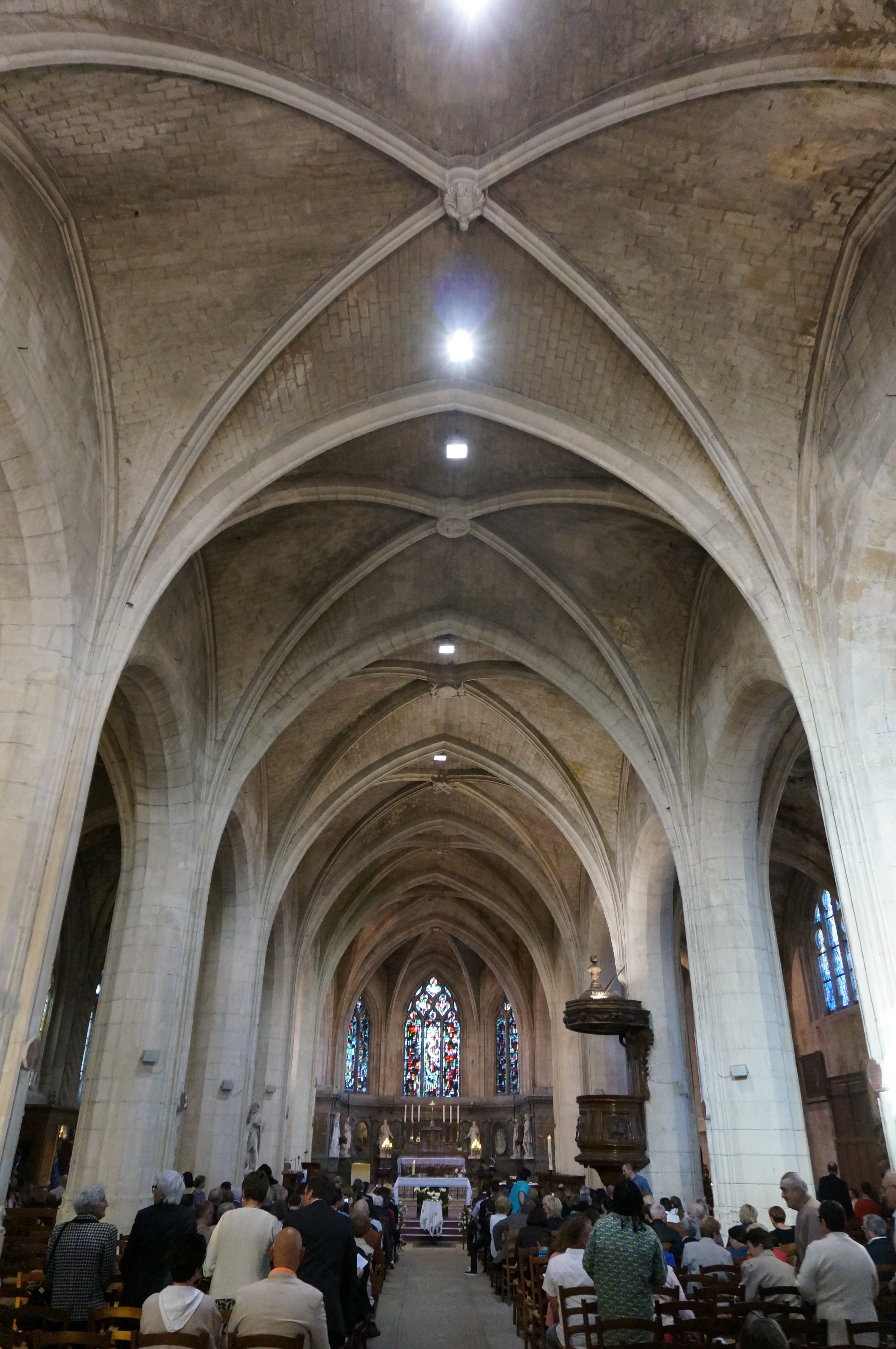
La nef vers le chœur.
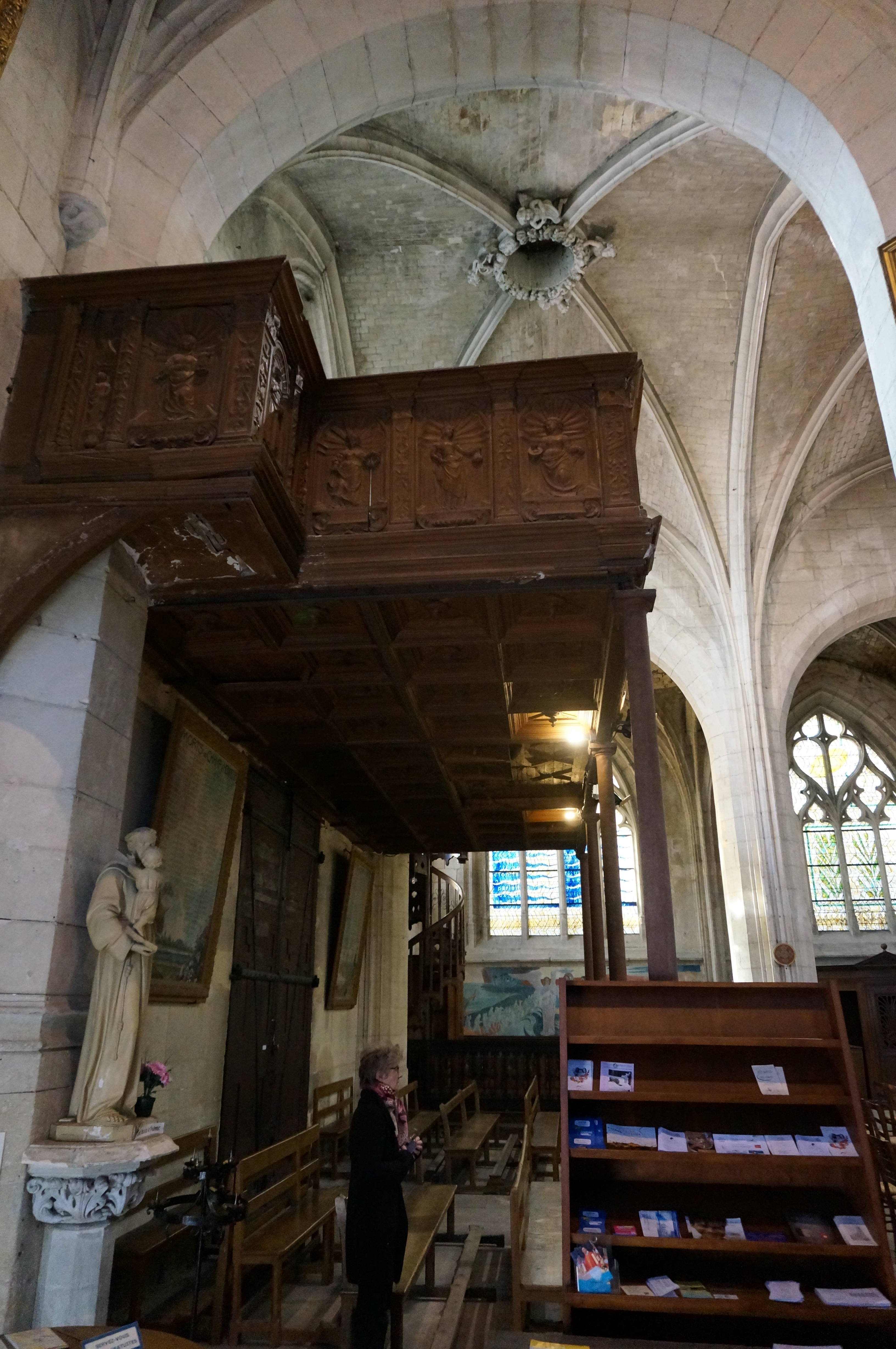
Buffet d'orgues[7] et escalier[8].
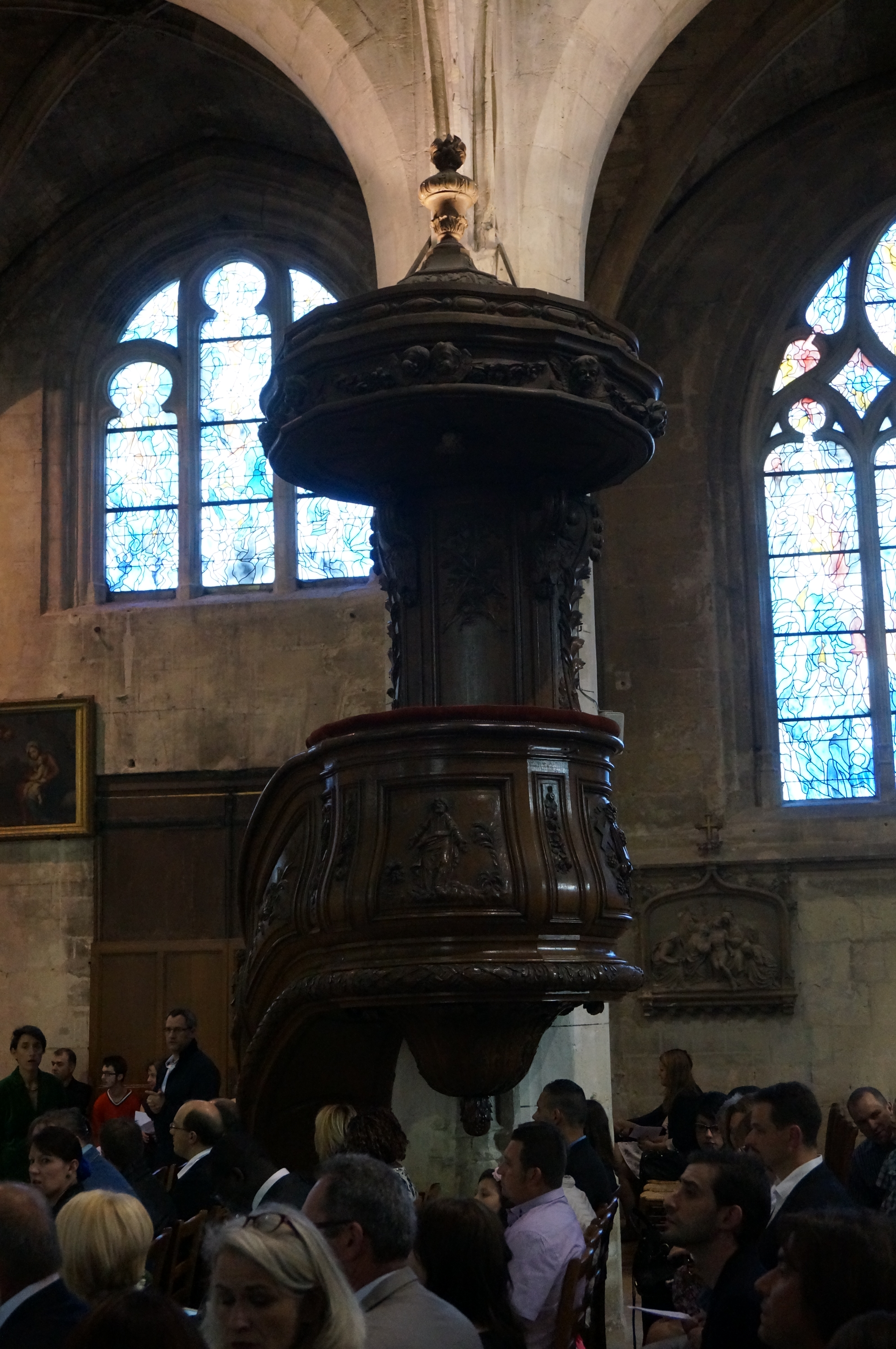
Chaire à prêcher[9].

La tribune d'orgue était supportée par d'élégantes colonnes très finement sculptées qui, fléchissant, ont dû être remplacées par des piliers de fonte, ces colonnes se trouvant actuellement au musée principal.
La chaire est du XVIIIe siècle : elle constitue un travail très soigné de cette époque.
Autour du chœur se trouvent plusieurs statues de pierre qui sont l'œuvre d'un artiste local : Gauthier. Celui-ci est venu se fixer à Château-Thierry lors de la Restauration, on ne sait rien de son passé, il a exécuté les statues du chœur vers 1824, celles-ci représentent les Évangélisateurs, saint Crépin et saint Martin.
Deux sont à signaler : celle de Saint Crépin dont l'expression est simple et naturelle et celle de Saint Jean dont l'expression est extatique. On raconte que Gauthier aurait reçu pour ce travail important trois petits écus. Peu satisfait de ce maigre salaire, il aurait modelé son propre portrait en pied, la mine piteuse et montrant sa poche vide, afin que les fidèles déposent leur obole dans ce tronc original qui se trouvait exposé près de la porte d'entrée.
Certains historiens locaux prétendent que le bénitier se trouvant à l'entrée de l'église, contre le premier pilier de droite, serait l'ancienne cuve baptismale ayant servi au baptême de Jean de La Fontaine. Cette assertion ne s’appuie sur aucun document, mais elle est vraisemblable, car la cuve baptismale actuelle n'est certainement pas du XVe ou du XVIe siècle.
Saint-Crépin possédait un jubé qui a été détruit, comme beaucoup d'autres au XVIIIe siècle, car on accusait ces portiques monumentaux de priver le chœur de l'église de trop de lumière. Sous le jubé de Saint-Crépin se trouvait le banc de la famille de Jean de La Fontaine.
La statue de saint Cénéric et le petit reliquaire évoquent une page de l'histoire locale : au Xe siècle, les moines du monastère de Hyesine (Sarthe) fuyant devant les barbares, avaient emporté avec eux les reliques de leur fondateur : saint Cénéric (né à Spolète). Arrivés devant Château-Thierry, ces moines, à la vue du château bâti sur un roc eurent l'idée de demander au seigneur de l'époque (Herbert de Vermandois) l'autorisation de déposer lesdites reliques à Notre-Dame du Château où elles restèrent pendant de longues années, puis furent transportées à Saint Crépin après la disparition de Notre-Dame du Château.

### Tableaux
Quelques tableaux ornent les murs de l'église. Le plus remarquable d'entre eux est certainement le grand tableau de Joseph Vivien (1657-1734) représentant le Baptême du Christ. Académicien, peintre officiel à la cour de Bavière, Vivien est surtout réputé pour ses portraits au pastel. Ce tableau au coloris profond est l'une de ses rares productions dans le domaine de la peinture religieuse. Sa date exacte et ses circonstances d'acquisition ne sont pas connues. L'église possède deux autres tableaux du XVIIe siècle : une Sainte Famille (dépeignant le Repos pendant la fuite en Égypte), anonyme, et une copie, en très mauvais état, de l'Incrédulite de saint Thomas du Guerchin.